# Бледзев (гмина)
Бледзев (пол. Bledzew) — сельская гмина (волость) в Польше, входит как административная единица в Мендзыжечский повет (Любушское воеводство). Население — 4632 человека (на 2004 год).

## Сельские округа
1. Бледзев
2. Хыцина
3. Горуньско
4. Нова-Весь
5. Осецко
6. Попово
7. Соколя-Домброва
8. Стары-Дворек
9. Темплево
10. Земско

## Прочие поселения
1. Бледзевка
2. Дембовец
3. Электровня
4. Катажинки
5. Клещево
6. Крыль
7. Кшивоклещ
8. Малошево
9. Осада-Рыбацка
10. Пнево
11. Стружыны
12. Темплевко
13. Тымяна

## Соседние гмины
1. Гмина Дещно
2. Гмина Любневице
3. Гмина Мендзыжеч
4. Гмина Пшиточна
5. Гмина Сквежина
6. Гмина Суленцин